# Talib Wise
Talib Wise (* 13. August 1982) ist ein US-amerikanischer American-Football-Trainer und ehemaliger -Spieler.

## Leben

### College und AFL
Der aus Chicago (US-Bundesstaat Illinois) stammende Wise spielte am Joliet Junior College sowie anschließend 2003 und 2004 an der University of Nevada.
Im Sommer 2005 nahm er an Vorbereitungsspielen der Chicago Bears in der National Football League (NFL) teil, wurde Ende August 2005 aber aus dem Aufgebot gestrichen und schaffte es nicht in den Kader für die Regular Season.
Wise wechselte in die Hallenfootballliga Arena Football League (AFL). 2006 stand er bei den Arizona Rattlers, 2007 bei New Orleans VooDoo und 2008 bei Chicago Rush unter Vertrag. Er wirkte im 2007 erschienenen Film Daddy ohne Plan mit und verkörperte dort einen American-Football-Spieler.

### Europa
2009 nahm Wise ein Angebot der Dresden Monarchs an und ging somit in die höchste deutsche Spielklasse, die German Football League (GFL). Er wurde am Jahresende zum besten Dresdner Spieler 2009 gewählt. Zur Saison 2010 wechselte der 1,82 Meter messende und sowohl als Runningback, Wide Receiver als auch in der Verteidigung einsetzbare Wise innerhalb der Liga zu den Berlin Adlern. Er gewann mit der Mannschaft den Eurobowl und wurde deutscher Vizemeister.
Im Vorfeld der Saison 2011 folgte er Trainer Shuan Fatah und seinem Mannschaftskameraden Kyle Callahan von Berlin zu den Swarco Raiders Tirol in die Austrian Football League (AFL). Mit den Innsbruckern stand Wise im Juni 2011 im Eurobowl seinem ehemaligen Arbeitgeber, den Berlin Adlern, gegenüber und gewann die Begegnung. Er wurde mit der Mannschaft darüber hinaus österreichischer Meister, Wise wurde als bester Spieler des Endspiels geehrt. 2012 musste er sich mit Innsbruck im Endspiel um die Staatsmeisterschaft den Vienna Vikings geschlagen geben, obwohl Wise in dem Duell vier Touchdowns gelangen. Er erhielt abermals eine Vertragsverlängerung bei den Tirolern und verstärkte diese somit auch im Spieljahr 2013. Wise zog mit seiner Mannschaft 2013 wieder in den Eurobowl ein, verlor das Endspiel jedoch gegen den Rivalen aus Wien.

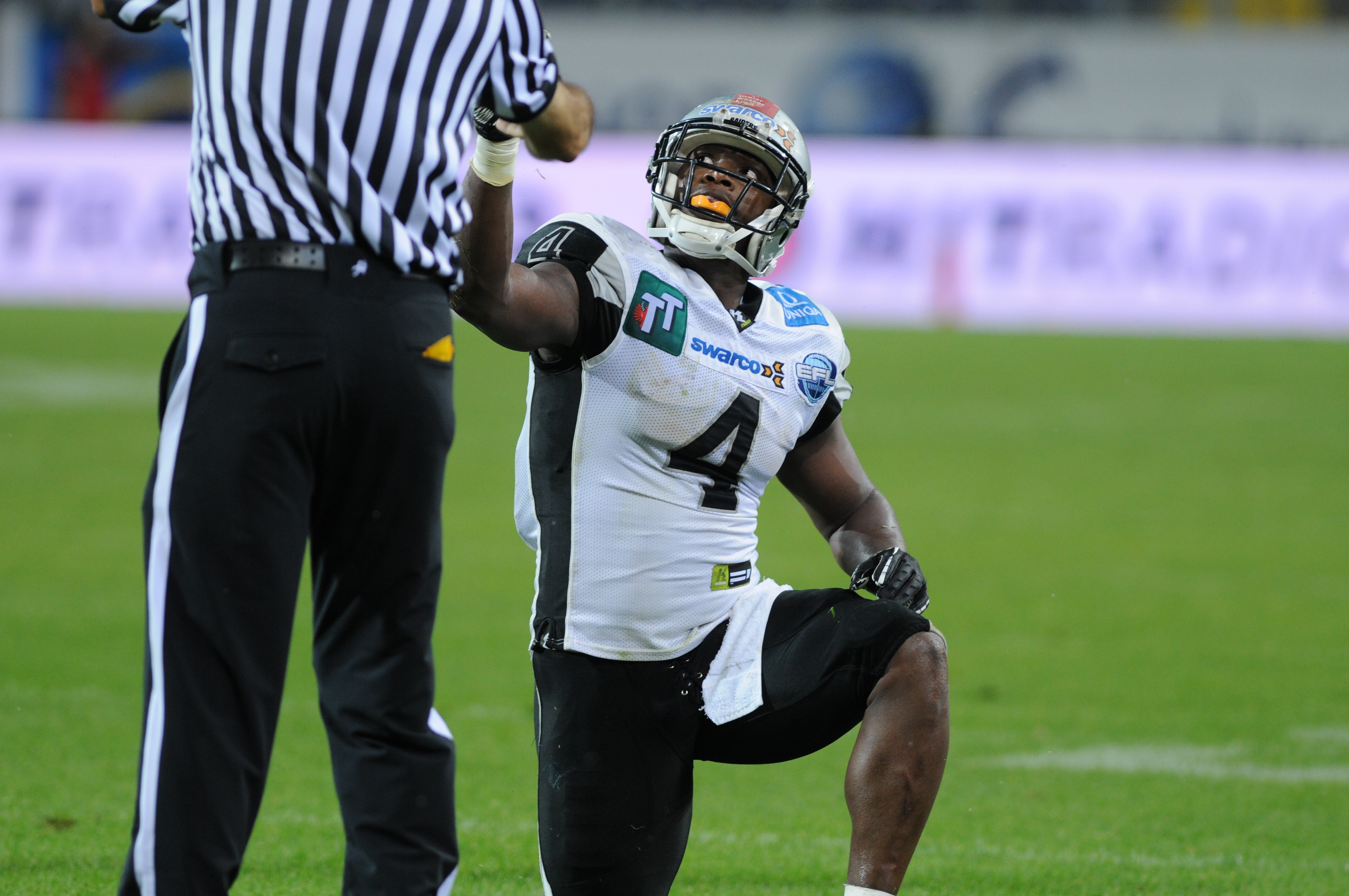
Wise im Austrian Bowl XXIX (2013)

Dieselbe Paarung bot sich auch im Endspiel um die österreichische Meisterschaft 2013, auch diese Partie verloren Wise und seine Innsbrucker.
Nach dem Saisonende in Österreich wechselte Wise zur Mannschaft Moscow Blackstorm, für die er in zwei Spielen auf dem Rasen stand und somit zum Gewinn der russischen Meisterschaft beitrug.
Im Vorfeld der Saison 2014 nahm der US-Amerikaner ein Angebot der Berlin Adler an und kehrte somit in die deutsche Hauptstadt zurück. Im Juli 2014 sicherte sich Wise mit Berlin den Sieg im Eurobowl.

### Trainer und Rückkehr als Spieler
Im Anschluss an das Auslaufen seiner Vertrags in Berlin stieß Wise zum Trainerstab der Nationalmannschaft Ägyptens und übernahm dort für einige Monate die Betreuung der Positionen Wide Receiver, Runningback und Defensive Back. In der Saison 2015 spielte er wieder für die Swarco Raiders Innsbruck und wurde mit ihnen österreichischer Meister.
2015 wurde er ins Aufgebot der US-Nationalmannschaft für die Weltmeisterschaft im eigenen Land berufen, kam während des Turniers aber nicht zum Einsatz.
2016 spielte Wise in China für die Dalian Dragon Kings, dann in Russland für die Moscow Patriots, mit denen er Meister wurde.
Wise verlegte sich zudem zusätzlich auf die Trainertätigkeit und betreute 2016 in Ägypten die Cairo Hellhounds. 2017 wurden die Koç Rams unter seiner Leitung als Trainer türkischer Meister. Im November 2017 wurde Wise als neuer Cheftrainer der Berlin Adler (mittlerweile in der zweiten Liga) vorgestellt und betreute die Mannschaft in der Vorbereitung, Anfang April 2018 kam es zur Trennung. Zusätzlich zu dieser Aufgabe übte er ab Jahresende 2017 das Amt des Cheftrainers der spanischen Nationalmannschaft aus. 2020 wurde er Cheftrainer der Warsaw Eagles in Polen.
Zur Saison 2023 wurde Wise beim Schweizer Team Bienna Jets als Trainer vorgestellt.